# Bâtiment situé 10-12 Kej 29. decembra à Niš
Le bâtiment situé 10-12 Kej 29. decembra à Niš (en serbe cyrillique : Зграда на Кеју 29. децембра 10-12 у Нишу ; en serbe latin : Zgrada na Keju 29. decembra 10-12 u Nišu) se trouve à Niš, dans la municipalité de Medijana et dans le district de Nišava, en Serbie. Elle est inscrite sur la liste des monuments culturels protégés de la république de Serbie (identifiant no SK 869),,.

## Présentation
Le bâtiment, situé 10-12 Kej 22. decembra entre le parc municipal et le Jagodinmalski most, a été construit en 1925-1927 pour servir de résidence au marchand de Svrljig Ljubomir Golubović. La maison présente toutes les caractéristiques du traditionalisme stylistique de l'entre-deux-guerres.
La maison s'organise symétriquement autour deux avancées latérales massives ; au centre de la façade principale, située en retrait par rapport à ces deux avancées, se trouve un porche surmonté d'un balcon. La façade de la maison possède un riche décoration plastique florale et géométrique en plâtre ; on y trouve des pilastres, des tympans triangulaires ou demi-circulaires qui s'appuient sur l'entablement situé au-dessus de fenêtres à meneaux ; un attique couronne les ailes latérales.